# Florinas
Florinas (Fiolinas in sardo,  Fiorinas  in sassarese) è un comune italiano di 1 452 abitanti della città metropolitana di Sassari, in Sardegna.

## Storia
Area abitata già in epoca nuragica, durante l'epoca romana fu un importante oppidum.
Nel medioevo fece parte del Giudicato di Torres, e fu capoluogo della curatoria omonima. Alla caduta del giudicato (1259) la zona fu contesa tra pisani e genovesi, e dal 1284 (battaglia della Meloria) passò definitivamente alla famiglia genovese dei Doria e poi ai Malaspina, che vi costruirono un castello. Intorno al 1350 passò sotto gli Aragonesi, che unirono il paese alla baronia di Ploaghe, e tale rimase fino al 1839, quando con la soppressione del sistema feudale fu riscattata agli Aymerich, ultimi feudatari.
Prese parte viva ai moti rivoluzionari sardi contro i feudatari del 1794-95.

### Simboli
Nello stemma comunale è raffigurata la maschera decorativa in argento applicata su un bronzetto romano, forse Hermes, risalente al II sec. a.C., rinvenuto in località Giorrè. Il gonfalone è un drappo di bianco con la bordatura di azzurro.

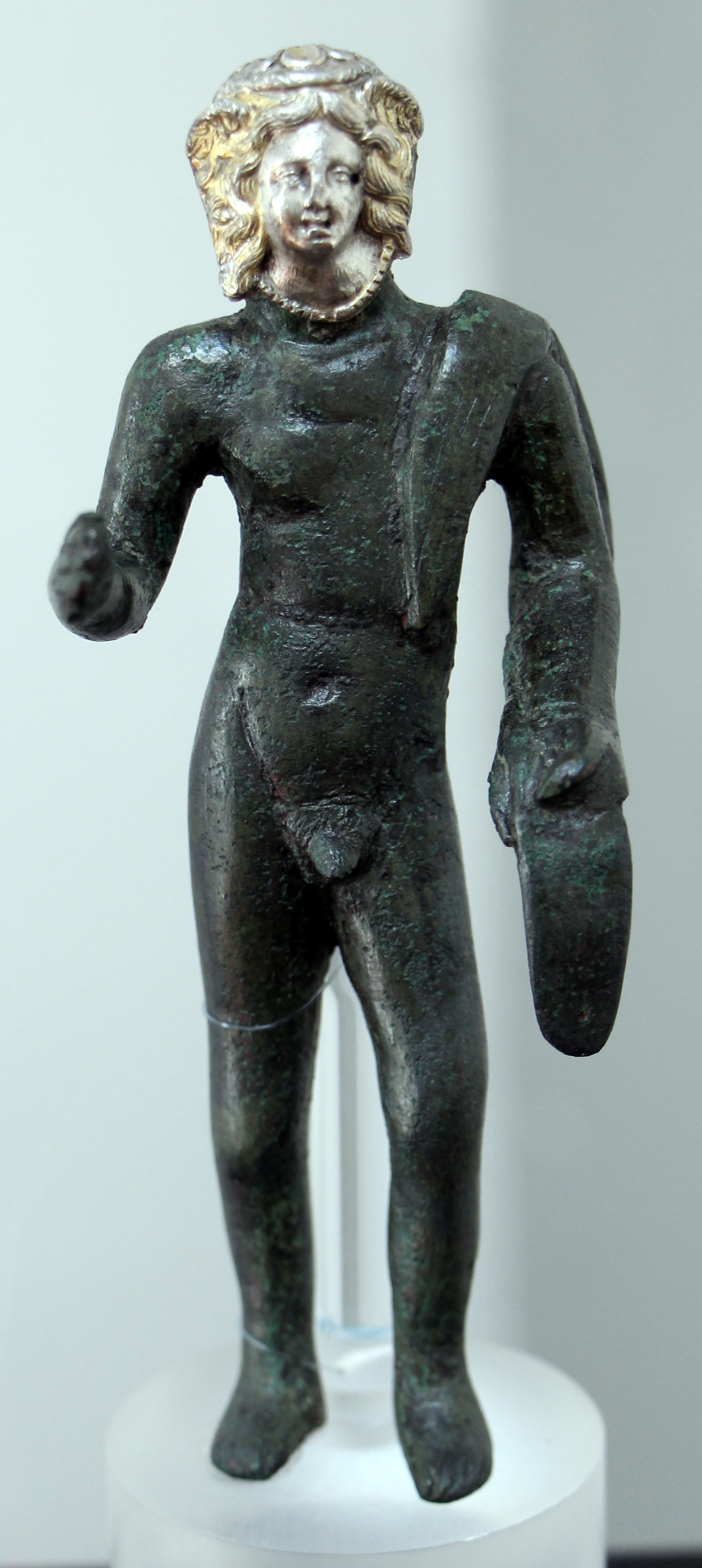
Bronzetto romano del II sec. a.C.

## Monumenti e luoghi d'interesse

### Architetture religiose

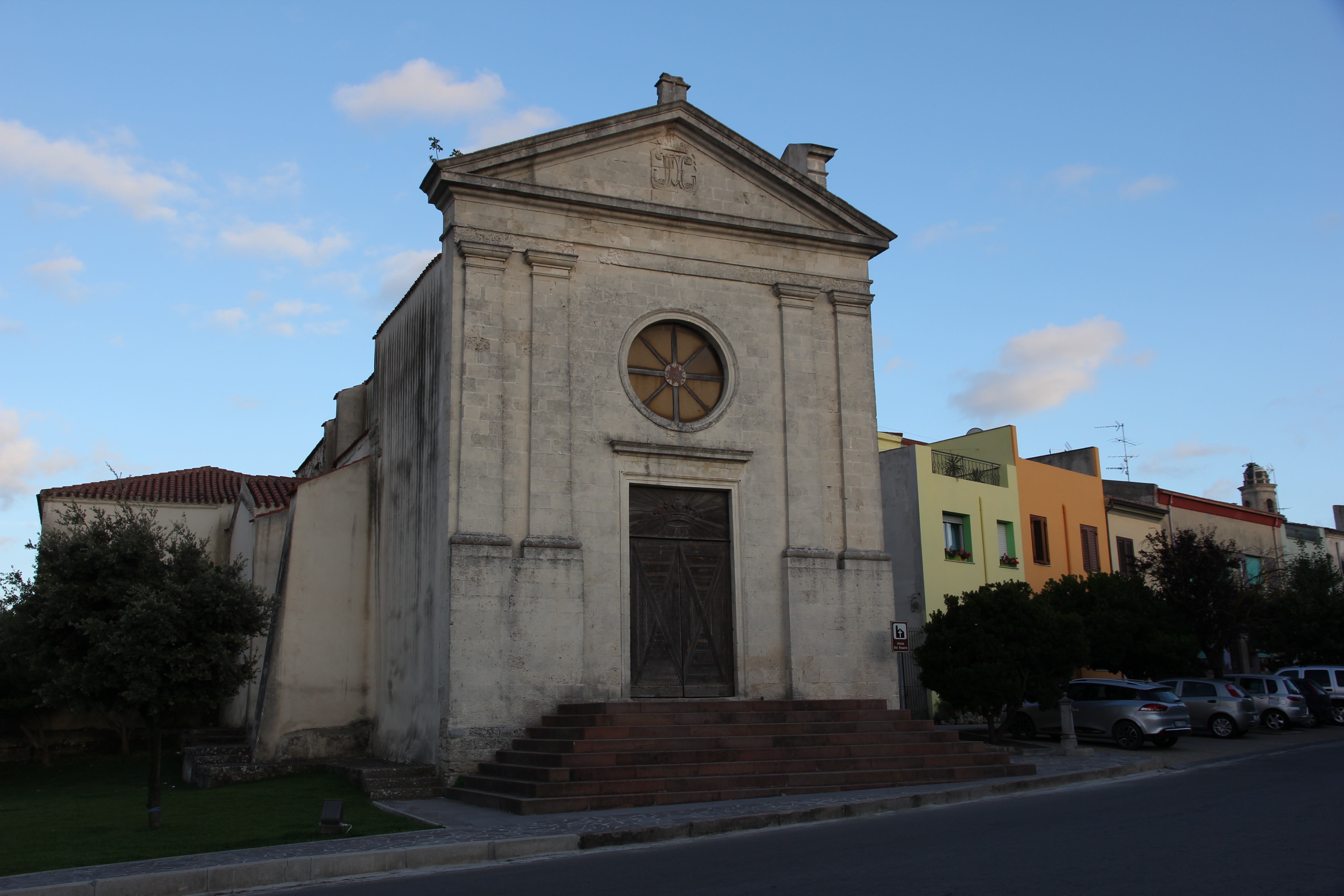
La chiesa del Rosario.

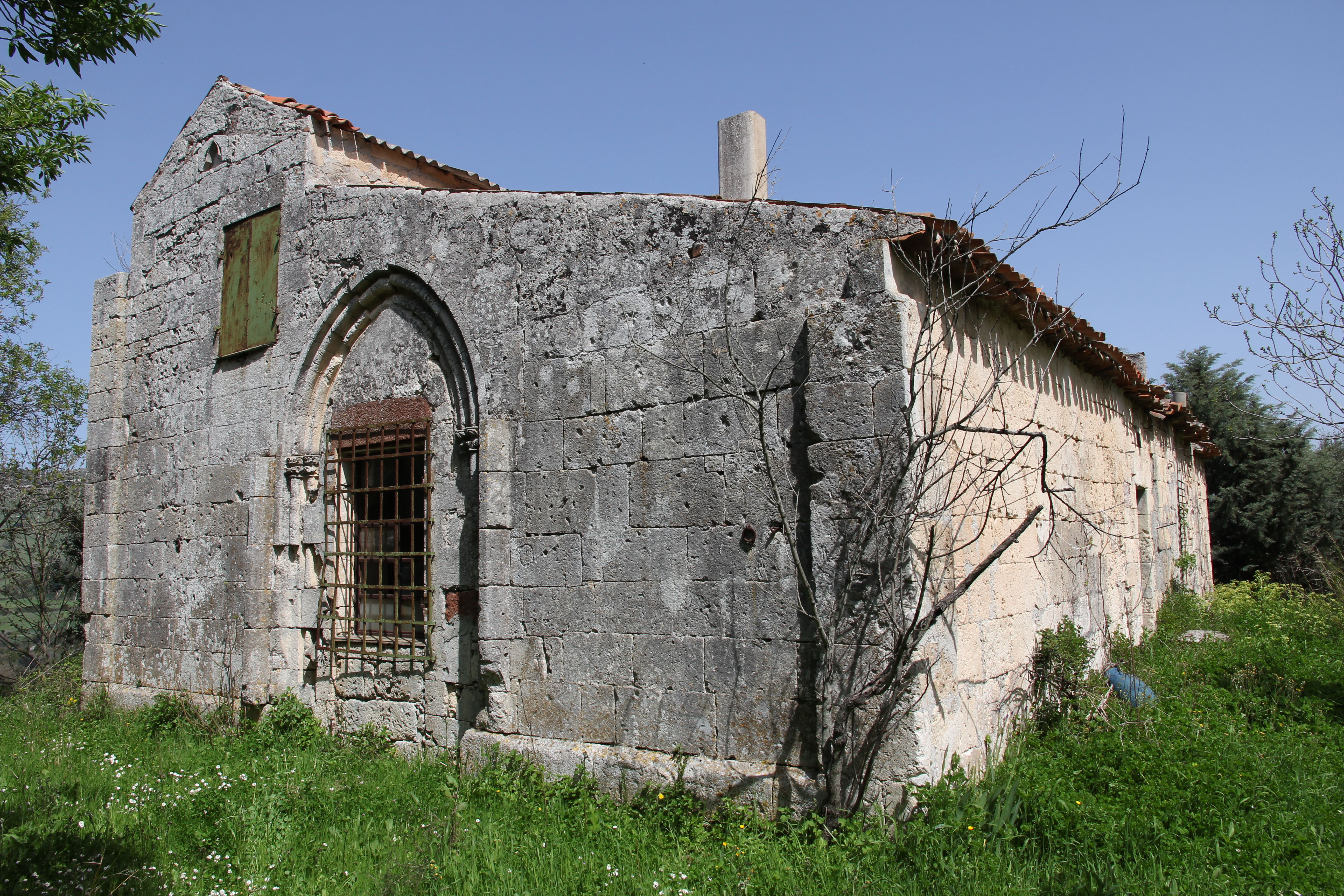
La chiesa campestre di San Leonardo è stato un edificio religioso situato in territorio di Florinas

Si affaccia in piazza del Popolo la chiesa dell'Assunta, risalente al XVIII secolo.
La chiesa di San Francesco d'Assisi è situata vicino al Cimitero di Florinas.
La chiesa di Santa Croce, situata nel centro storico di Florinas, di origine secentesca, custodisce all'altare maggiore un retablo ligneo degli inizi del Seicento contenente pannelli dipinti, tra i quali sono tre tele del fiorentino Baccio Gorini, raffiguranti la Crocifissione, firmata e datata 1619, la Flagellazione e l'Andata al Calvario.

### Siti archeologici
- complesso di Punta Unossi
- tomba di Campu Lontanu
- necropoli di Pedras Serradas
- domus de janas di Sa Rocca 'e su Lampu
- Nuraghe Corvos in località Sa Coa Larga,  nuraghe di tipo complesso composto da una torre principale e da una muraglia con altre due torri.

## Società

### Evoluzione demografica
Abitanti censiti

### Lingua e dialetti
La variante del sardo parlata a Florinas è quella logudorese settentrionale.

## Amministrazione
| Periodo          | Periodo          | Primo cittadino       | Partito                          | Carica  | Note   |
| ---------------- | ---------------- | --------------------- | -------------------------------- | ------- | ------ |
| 21 novembre 1993 | 16 novembre 1997 | Giovanna Sanna        | "Eterogenea"                     | Sindaco | [ 6 ]  |
| 16 novembre 1997 | 26 maggio 2002   | Giovanna Sanna        | liste civiche di centro-sinistra | Sindaco | [ 7 ]  |
| 26 maggio 2002   | 27 maggio 2007   | Michele Vittorio Mura | lista civica                     | Sindaco | [ 8 ]  |
| 27 maggio 2007   | 10 giugno 2012   | Giovanna Sanna        | lista civica                     | Sindaco | [ 9 ]  |
| 10 giugno 2012   | 11 giugno 2017   | Giovanna Sanna        | lista civica "Per Florinas"      | Sindaco | [ 10 ] |
| 11 giugno 2017   | 13 giugno 2022   | Enrico Lobino         | lista civica "Viviamo Florinas"  | Sindaco | [ 11 ] |
| 13 giugno 2022   | in carica        | Enrico Lobino         | lista civica "Viviamo Florinas"  | Sindaco | [ 12 ] |